# Astragalus expetitus
Astragalus expetitus är en ärtväxtart som beskrevs av Maassoumi. Astragalus expetitus ingår i släktet vedlar, och familjen ärtväxter. Inga underarter finns listade i Catalogue of Life.